# シュプレーム (曲)
「シュプレーム」(Supreme)は、ロビー・ウィリアムズの楽曲。

## 概要
3枚目のスタジオ・アルバム『シング・ホエン・ユーアー・ウィニング』からの3枚目のシングルとして発売された。
曲のブリッジ部分にグロリア・ゲイナーの楽曲「恋のサバイバル」が内挿されている。
ミュージック・ビデオはイギリスの元レーシング・ドライバー、ジャッキー・スチュワートをトリビュートした内容となっており、ロビーは架空のドライバー、ボブ・ウィリアムズに扮している。

## 収録曲
EU盤 CDシングル
1. Supreme - 4:15
2. United - 5:56
3. Supreme (Recorded Live At Manchester Arena) - 4:18
4. Supreme (Filmed Live At Manchester Arena) - 4:08